# Équipe de Yougoslavie espoirs de football
L'équipe de Yougoslavie espoir de football était constituée par une sélection des meilleurs joueurs yougoslaves de moins de 23 ans sous l'égide de la Fédération de Yougoslavie de football..
En 1978, cette équipe remporte la première édition du championnat d'Europe espoirs face à l'Allemagne de l'Est. Vahid Halilhodžić est le meilleur buteur de la compétition avec six buts.
L'équipe disparaît après la dislocation de la Yougoslavie.

## Palmarès
- Championnat d'Europe espoirs : 
  - Champion : 1978

### Parcours en Championnat d'Europe espoir
| - 1978 : Vainqueur - 1980 : Demi-finale - 1982 : Phase éliminatoire - 1984 : Demi-finale - 1986 : Phase éliminatoire - 1988 : Phase éliminatoire - 1990 : Finaliste - 1992 : Phase éliminatoire |